# Aries (Rakete)

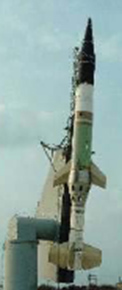
Talos Aries

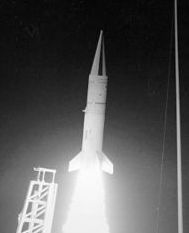
Aries

Aries ist die Bezeichnung einer von der Minuteman-Interkontinentalrakete abgeleiteten Rakete, die sowohl zur Höhenforschung als auch zur Erprobung von Raketenabwehrsystemen dient. Die Aries-Rakete besteht aus der zweiten Stufe einer abgerüsteten Minuteman-1 Rakete, die mit zusätzlichen Stabilisierungsflossen versehen wurde. Sie hat eine Länge von 9,20 Metern, einen Durchmesser von 1,16 Metern, eine Startmasse von 6,3 Tonnen, einen Startschub von 200 kN und eine Gipfelhöhe von 500 km.
Eine verstärkte Version nutzt die Startstufe der RIM-8 Talos-Flugabwehrrakete als erste Stufe und ist unter den Bezeichnungen Talos Aries bzw. HPB (High Performance Booster) von 1990 bis 1993 insgesamt bei sechs Flügen eingesetzt worden.